# كاستيلنوفو دي بورتو
كاستيلنوفو دي بورتو هي بلدة تقع في العاصمة روما في إيطاليا .

## السكان
في سنة 1871 بلغ عدد السكان 1٬146 نسمة، وتطور العدد ليصل في سنة 2011 لـ 8٬059 نسمة.
يظهر هذا المخطط البياني تطور النمو السكاني لـ كاستيلنوفو دي بورتو